# Diego Álvarez (encomendero)
Diego Álvarez (Salamanca, Imperio Español, c. 1525 - Huánuco, c. 1607), fue un noble, jurista y encomendero español afincado en el Perú. Corregidor Huamanga, Chachapoyas, Potosí y Huánuco.
Tras ocupar altos cargos en la administración colonial en el sur del Perú, en 1557 fue asignado como corregidor de Huánuco haciendo visitas a las provincias de todo el corregimiento a pedido del virrey De la Gasca entre 1556 y 1558. En 1570, se casó con la dama española Isabel de Figueroa, viuda del conquistador Bartolomé de Tarazona, quien fue encomendero de Ichohuari en la provincia de Conchucos. Por lo tanto, por derecho matrimonial, Álvarez adquirió y administró dicha encomienda fundando el primer obraje en Aurinja, hacia mayo de 1571. Mantuvieron la encomienda hasta 1607, año de la muerte de Álvarez sin herederos.
En 1572 colaboró con el visitador Alonso de Santoyo para la fundación de tres reducciones de indios en los territorios que administraba: San Andrés de Llamellín, San Luis de Ichohuari y San Martín de Chacas.
Su testamento, que data de 1608, es uno de los documentos virreinales más completos que detallan el nivel de vida y riqueza de los encomenderos en la colonización española temprana. Dicho legajo muestra las propiedades, inversiones, influencia política, nativos encomendados y personal a su cargo, así como sus obras de caridad. Entre otras cosas, Álvarez es recordado por ser el principal benefactor para la construcción del convento de San Agustín en la ciudad de Huánuco entre 1580 y 1600.